# Bhupen Hazarika
Bhupen Hazarika (Assamese: ড: ভূপেন হাজৰিকা) (Assam, 8 de septiembre de 1926-Bombay, 5 de noviembre de 2011) fue un letrista, músico, cantante, poeta y cineasta de Assam indio. Sus canciones están escritas y cantadas en idioma asamés y también interpretó en otros idiomas, como lengua bengalí e hindi. Conocido por escribir letras con temas audaces de amistad comunal, la justicia universal y la empatía, sus canciones están basadas en historias populares de todas las comunidades étnicas y religiosas en Assam, Bengala Occidental y Bangladés. Participó en películas Hindúes, para difundir sonidos con respecto a la música popular de Assam y noreste de la India. Recibió el Premio Nacional de Cine como mejor director musical en 1975. Ganador del Padma Shri (1997), Padma Bhushan (2001), Premio Académico Sangeet Natak (1987), Sangeet Natak Akademi de Becas (2008) y Dadasaheb Phalke, un prestigioso premio de 1992, Dr. Hazarika fue un póstumo concedido por el Padma Vibhushan, siendo el segundo más alto galardón civil de 2012. El Gobierno de Assam HIM, lo Galardonado con un título denominado Ratna Assam, siendo el más alto galardón civil en el estado de Assam. Dr. Hazarika, ocupó el cargo de Presidente de la prestigiosa "Akademi Sangeet Natak", entre diciembre de 1998 y diciembre de 2003. 

## Premios y honores
- Premio a la Mejor Película Regional (Chameli Memsaab, música de Bhupen Hazarika) en los Premios del Cine Nacional 23 de (1975)
- Padma Shri - el cuarto más alto galardón civil en la República de la India (1977).
- Medalla de oro del Gobierno del Estado de Arunachal Pradesh para "destacada contribución al bienestar tribal, y la elevación cultural de la tribu-a través del cine y la música." (1979) [23].
- Todo crítico Asociación India Premio a la mejor artista popular escénicas (1979).
- En 1979 y 1980 ganó el Premio ET Ritwik Ghatak como director de la mejor música para dos obras de teatro, Sundari Mohuas y Nagini Kanyar Kahini.
- Bengala Periodista de la Asociación de Indira Gandhi Smriti Puraskar en (1987).
- Sangeet Natak Akademi Award (1987)
- Dadasaheb Phalke Premio (1992)
- En primer indio en ganar la mejor música para la película en Rudaali la región de Asia Pacífico, Festival Internacional de Cine en Japón (1993)
- Padma Bhushan - la tercera más alta condecoración civil en la República de la India (2001).[1]
- Doctorado honoris causa por la Universidad de Tezpur (2001).
- Premio Kalakar décima por toda su carrera en el año 2002, Kolkata.
- Sangeet Natak Akademi de Becas (2008)
- Asom Ratna - La concesión civil más alta en el Estado de Assam, India (2009).
- En febrero de 2009, el Sindicato de Estudiantes de Todo Assam erigió una estatua de tamaño natural de Hazarika en las orillas del *Digholi Pukhuri en Guwahati.
- Muktijoddha Padak - La concesión civil más alta por el Gobierno de Bangladés (a título póstumo, 2011).
- Asom Sahitya Sabha LE HA distinguido con el título "Biswa Ratna".
- Padma Vibhushan - segundo más alto galardón civil en la República de la India (2012).
- Premio Bharat Ratna en 2019 (póstumo).[1]

## Imágenes

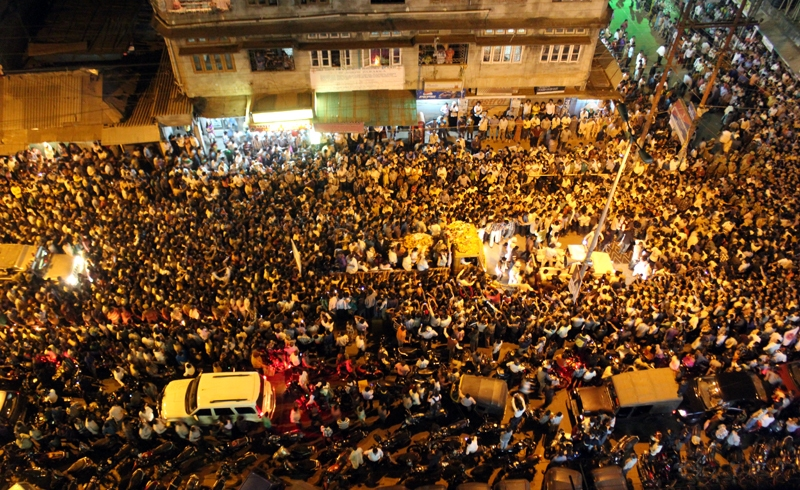
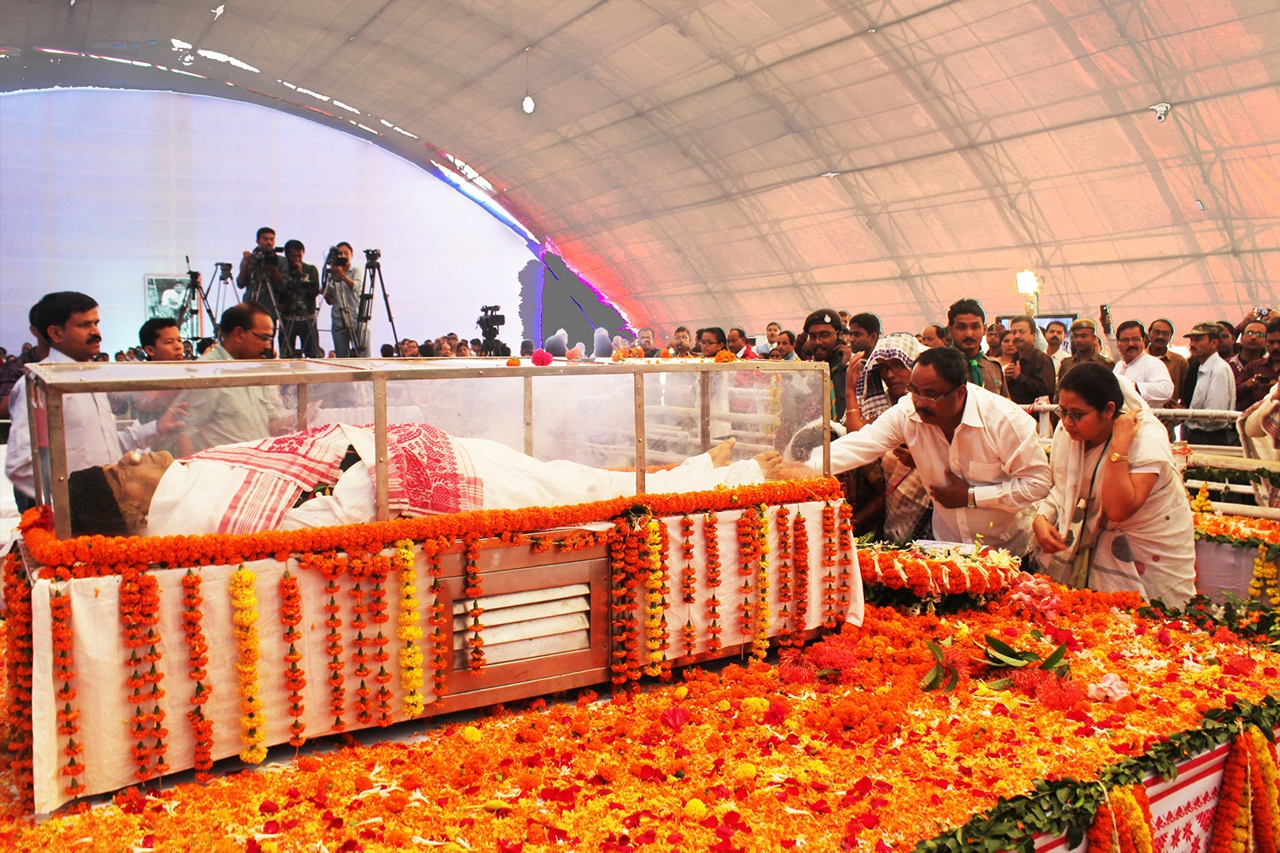
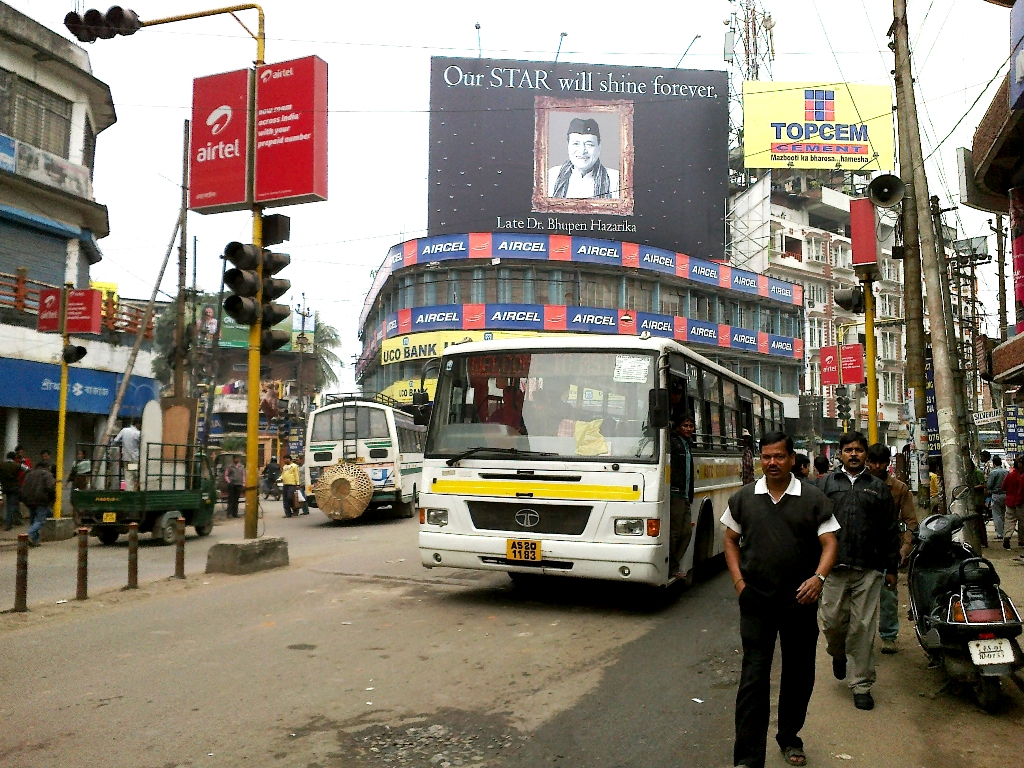
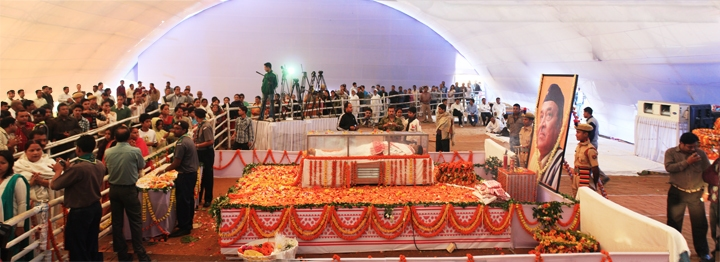

## Filmografía
| Año  | Película                             | Créditos             | Créditos   | Créditos | Créditos  | Créditos | Créditos |
| Año  | Película                             | Cantante de Playback | Compositor | Director | Productor | Escritor | Actor    |
| ---- | ------------------------------------ | -------------------- | ---------- | -------- | --------- | -------- | -------- |
| 1939 | Indramalati                          | Sí                   |            |          |           |          |          |
| 1948 | Siraj                                | Sí                   |            |          |           |          |          |
| 1955 | Pioli Phukan                         | Sí                   |            |          |           |          |          |
| 1956 | Era Bator Sur                        | Sí                   |            | Sí       |           |          |          |
| 1958 | Mahut Bandhu Re                      |                      |            | Sí       |           |          |          |
| 1961 | Shakuntala Sur                       | Sí                   |            | Sí       |           |          |          |
| 1964 | Pratidhwani                          |                      |            | Sí       |           |          |          |
| 1964 | Ka Swariti                           |                      |            | Sí       |           |          |          |
| 1966 | Lati-Ghati                           |                      |            | Sí       |           |          |          |
| 1969 | Chik Mik Bijuli                      |                      |            | Sí       |           |          |          |
| 1973 | Titash Ekti Nadir Naam               | Sí                   |            |          |           |          |          |
| 1973 | Aarop                                |                      | Sí         |          |           |          |          |
| 1974 | For Whom the Sun Shines              |                      |            | Sí       |           |          |          |
| 1975 | Chameli Memsaab                      | Sí                   | Sí         |          |           |          |          |
| 1976 | Roop Konwar Jyoti Parsad Aru Joymoti |                      |            | Sí       |           |          |          |
| 1976 | Mera Dharam Meri Maa                 | Sí                   |            | Sí       |           |          |          |
| 1977 | Through Melody and Rhythm            |                      |            | Sí       |           |          |          |
| 1977 | Shimana Perye                        |                      | Sí         |          |           |          |          |
| 1979 | Mon-Prajapati                        |                      |            | Sí       |           |          |          |
| 1979 | Debdas                               | Sí                   |            |          |           |          |          |
| 1982 | Aparoopa                             |                      | Sí         |          |           |          |          |
| 1986 | Swikarokti                           |                      |            | Sí       |           |          |          |
| 1986 | Ek Pal                               | Sí                   | Sí         |          | Sí        |          | Sí       |
| 1988 | Siraj                                | Sí                   |            | Sí       |           |          |          |
| 1993 | Rudaali                              | Sí                   | Sí         |          |           |          |          |
| 1993 | Pratimurti                           |                      | Sí         |          |           |          |          |
| 1997 | Do Rahain                            |                      | Sí         |          |           |          |          |
| 1997 | Darmiyaan: In Between                | Sí                   | Sí         |          |           |          |          |
| 1998 | Saaz                                 |                      | Sí         |          |           |          |          |
| 2000 | Gaja Gamini                          | Sí                   | Sí         |          |           |          |          |
| 2001 | Daman: A Victim of Marital Violence  | Sí                   | Sí         |          |           |          |          |
| 2003 | Kyon?                                |                      | Sí         |          |           |          |          |
| 2006 | Chingaari                            | Sí                   |            |          |           | Sí       |          |
| 2011 | Gandhi to Hitler                     | Sí                   |            |          |           |          |          |